# 川口市立神根東小学校
川口市立神根東小学校（かわぐちしりつ かみねひがししょうがっこう）は、埼玉県川口市石神にある公立小学校。
正門目の前には川口市立神根中学校もあり、付近一帯は小規模な学園都市となってる。

## 沿革
- 1968年4月 - 川口市立神根小学校を分離して川口市立神根東小学校として設立[1]

## 教育目標
- 進んで学びよく考える子
- 思いやりのある子
- 心も体も健康な子[2]

## 通学区域
- 赤芝新田
- 赤山
- 新井宿 - 一部
- 安行慈林 - 一部
- 石神 - 一部
- 西新井宿- 一部[3]